# Гернхардт, Майкл Лэндон
Майкл Лэндон Гернхардт (англ. Michael Landon Gernhardt; род. 4 мая 1956, Мэнсфилд, Огайо) — американский астронавт, биоинженер, руководитель лаборатории физиологии и окружающей среды Космического центра имени Линдона Джонсона.

## Образование
Майкл Гернхардт окончил школу в 1974 году в родном городе Мэнсфилд (Огайо). В 1978 году получил степень бакалавра наук в Университете Вандербилта. В 1983 году получил степень магистра наук в биоинженерии в Пенсильванском университете, где работал под руководством профессора Кристиана Ламбертсона. В 1991 году защитил диссертацию в области биоинженерии в том же Пенсильванском университете.

## Биография
В 1977—1984 годах работал профессиональным водолазом и инженером на подводных нефтеносных полях, где осуществил в общей сложности более 700 глубоководных погружений и участвовал в научных исследованиях газовых смесей для дыхания, водолазных колоколов и глубоководного пребывания в условиях газового насыщения тканей. Одновременно обучаясь в Пенсильванском университете, он участвовал в составлении и внедрении новых декомпрессионных таблиц.
В августе 1992 года Майкл Гернхардт стал кандидатом в астронавты НАСА.
Гернхардт совершил четыре космических полёта. Он был специалистом полёта в миссиях «Индевор» STS-69 в 1995 году, «Колумбия» STS-83 в 1998 году, «Колумбия» STS-94 в 2006 году и «Атлантис» STS-104 в 2001 году.
Общее время пребывания Гернхардта в космосе составляет 43 дня 7 часов 1 минута. Он осуществил 4 выхода в космос общей продолжительностью 23 часа и 16 минут.
В октябре 2001 года участвовал в первой миссии НАСА по операциям в экстремальной окружающей среде (NEEMO).

## Личная жизнь
Женат. Увлечения: бег, плавание, триатлон, полёты, рыбалка, катание на лыжах, теннис, подводное плавание.